# Église évangélique du Cameroun
L'Église Evangélique du Cameroun (EEC) est l'une des principales Églises protestantes du Cameroun. Elle est membre du Conseil des Églises Protestantes du Cameroun (CEPCA) et membre fondateur de la Communauté d'Églises en mission (Cévaa). Son siège est situé à Douala.

## Histoire

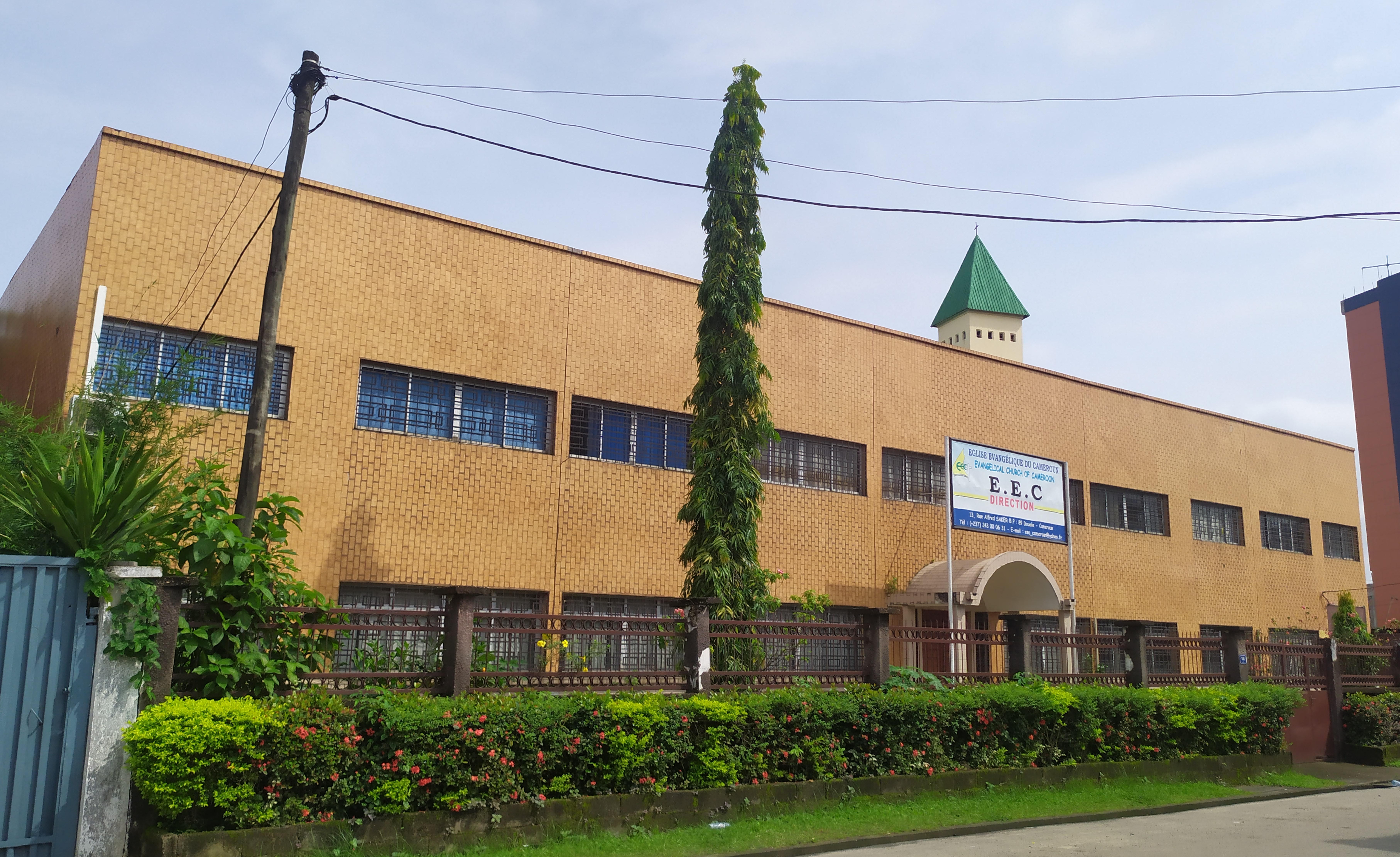
Siège de l'EEC à Douala

L'EEC est une Église issue de deux principales organisations missionnaires, soit la Mission de Bâle (Suisse) en 1885 et la Société des missions évangéliques de Paris. 
En 1956, avec l'Union des églises baptistes du Cameroun et des membres de la Commission exécutive des missionnaires, elle a fondé le Conseil des Églises baptistes et évangéliques du Cameroun. Lors de l'assemblée générale d'août 1978, le conseil a suggéré de trouver des solutions afin de modifier la nature centralisée du conseil et d’impliquer davantage les églises locales. L'Église évangélique du Cameroun s’est désengagée de la structure en 1979 mettant fin au Conseil.
Elle est devenue autonome en 1957, et a célébré ses cinquante ans en 2007. Elle a été reconnue par l'État par le décret présidentiel n°74/853 du 14 octobre 1974.

## Organisation

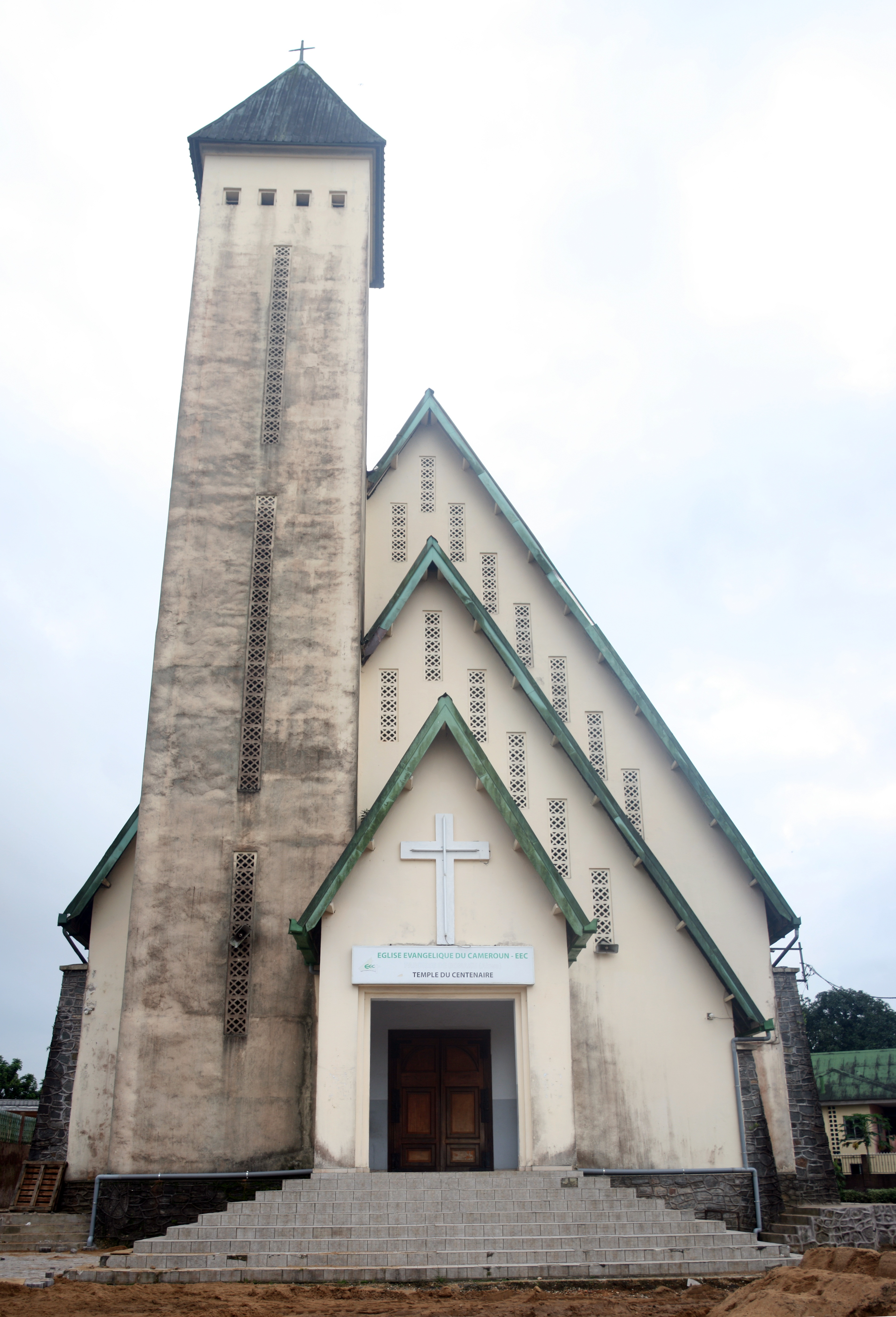
Temple du Centenaire vue de face

L'Église évangélique du Cameroun fonctionne suivant un système presbytérien synodal.
Elle organise et réglemente ses activités par la Bible, sa liturgie, sa constitution particulière, son règlement intérieur et divers textes particuliers. Les Organes Centraux de l’EEC sont les suivants: 
- le Synode Général
- le Conseil Synodal Général et ses commissions
- le Bureau National de l'Église et ses Départements techniques
- le Commissariat aux Comptes.

l'EEC déploie ses activités à travers ses organes territoriaux et centraux, créés par le synode général de l'Église, notamment :
- La paroisse et ses composantes
- Le district
- La région synodale

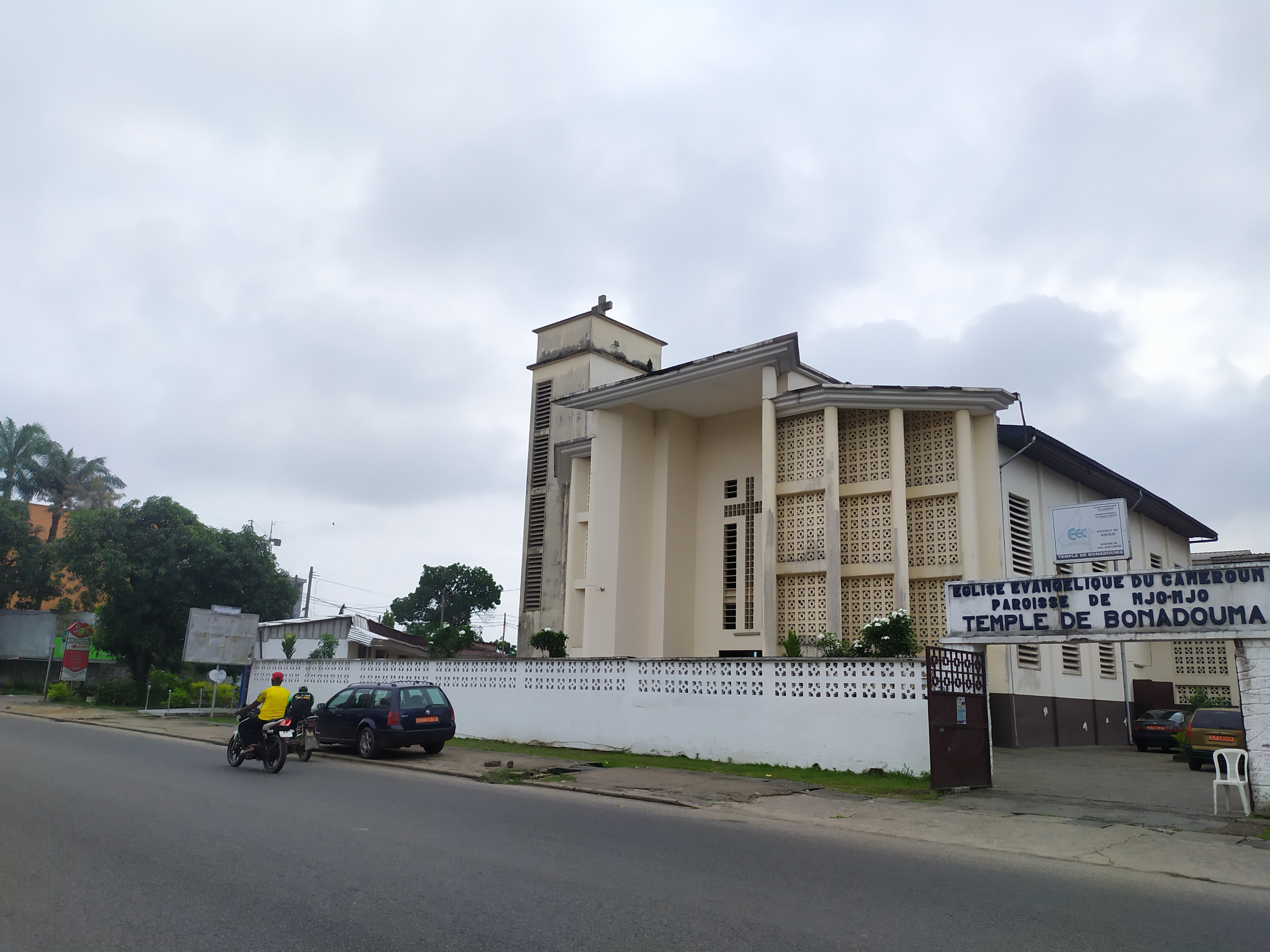
Paroisse EEC de Bonadouma Njo Njo

 Depuis les résolutions du 57e synode général, 1er biennal tenu à Yaoundé en mars 2014, l'EEC compte vingt-une régions synodales :
- Région synodale du Wouri-Centre
- Région synodale du Wouri-Nord et Sud-Ouest
- Région synodale du Wouri-Sud
- Région synodale de l' Est
- Région synodale du Grand Nord et Mayo Banyo
- Région synodale du Centre Sud 12
- Région synodale du Centre Sud
- Région synodale de la Mifi
- Région synodale du Koung-Khi
- Région synodale des Hauts Plateaux
- Région synodale des Bamboutos et Nord-Ouest
- Région synodale de la Menoua
- Région synodale de la Sanaga Maritime et Océan
- Région synodale du Nkam
- Région synodale du Ndé et Mbam et Inoubou
- Région synodale du Haut-Nkam
- Région synodale du Moungo-Nord
- Région synodale du Moungo-Centre
- Région synodale du Moungo-Sud
- Région synodale du Noun-Nord
- Région synodale du Noun-Sud

À partir du mois de Juillet 2016, l'EEC comptera 22 régions synodales du fait de la décision prise lors du 58e synode général de scinder la région synodale du Grand Nord et Mayo Banyo en deux, en créant la région synodale du nord et extrême-nord et la région synodale de l'Adamaoua.

## Dirigeants et bureaux

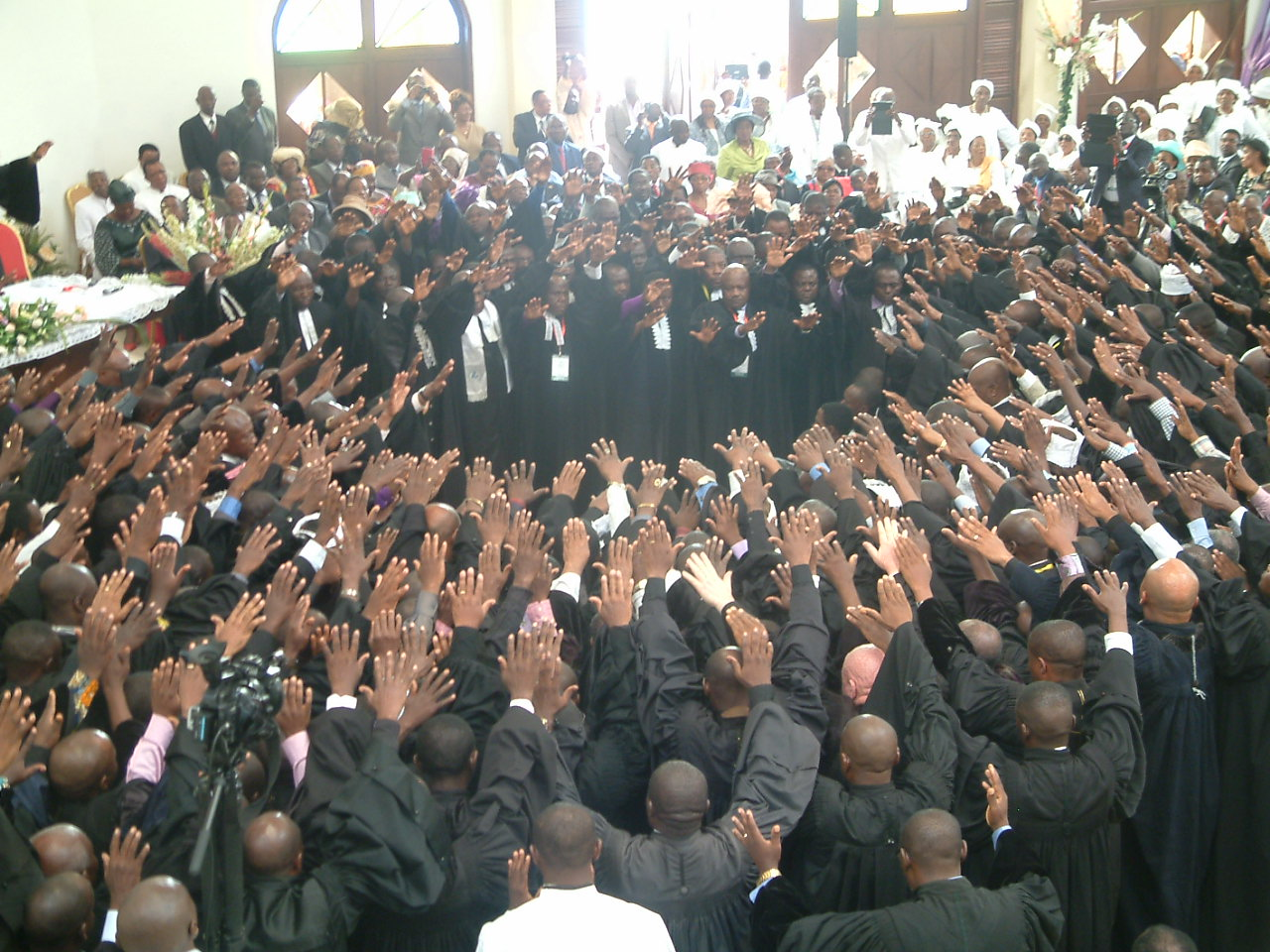
Consécration des nouveaux pasteurs à Yaoundé (2014)

Les bureaux successifs sont élus à la tête du mouvement religieux depuis 1957.
Le bureau élu en 2013 jusqu'en mai 2017 est constitué comme suit :
- Président général : Pasteur Isaac Batomé Henga
- 1er vice-président : Pasteur Richard Priso Moungole
- 2e vice-président coordonnateur des œuvres : Ancien d’Église Jean-Us Tchinda
- 3e vice-président chargé des finances : Ancien d'Église Théodore Nsangou
- Secrétaire Général : Pasteur Dr Jean Samuel Hendje Toya

Un nouveau bureau est élu lors du synode général 2017 à Ngaoundéré, Jean Samuel Hendje Toya est élu Président de l'EEC, il obtient 205 voix contre 168 pour Richard Priso Moungole.
Le 15 décembre 2021 au terme d’un synode extraordinaire convoqué par le président honoraire, 
le pasteur Charles Emmanuel Njike un bureau de transition a été mis en place à la suite de la démission 
Du Pasteur Samuel Hendje Toya alors président général se constituant comme suit :
- Président : Pasteur MOUOTSE NZE Salemon
- 1er Vice-Président chargé de la réconciliation : Pasteur MATIKE Ebenezer
- 2eme Vice-président chargé : Ancien d'église NGOUMBE Zacharie
- 3eme Vice-président chargé des œuvres : Ancien d'église NJOKE Henri
- Secrétaire général nº1 : Pasteur NGOULOU ABESSOLO Thomas
- Secrétaire général nº2 : Ancienne d'église MBATCHOU Henriette
- Trésorier général : Ancien d'église NKABKOB Thio'mi
- Charge de mission nº1 : Pasteur VANAWA Sawalda
- Charge de mission nº2 : Pasteur FONDOUEBE Emmanuel

Avec pour missions entre autres d'amender et d'adopter de nouveaux textes fondamentaux, 
De réconcilier les composantes de l'EEC, de mettre a jour la situation financière et enfin 
D’organiser un synode électif pour la mise en place d'un bureau directeur.
Du 26 au 30 décembre 2022, s’est tenue le synode général de l’Eglise Évangélique du Cameroun à Bagangté.
Au cours de celui-ci se sont déroulés les élections des membres du bureau national et le Révérend BILLA MBENGA Alexandre a été élu président de l’EEC.
Le nouveau bureau élu est constitué ainsi comme suit :
- Président : Révérend BILLA MBENGA Alexandre
- 1er Vice-Président : Révérend Dr NJOUENWET KOPP Bernard
- 2eme Vice-Président : Ancien d’Eglise BAUNI KAMGA
- 3eme Vice-Président : Ancien d’Eglise TAMO TATIETSE
- Secrétaire Générale : Révérende MEMIAFOH SOBJIO Abestine
- Secrétaire General Adjoint nº1 : Révérend MEKAH NYIMI Pierre
- Secrétaire General Adjoint nº2 : Ancien d’Eglise MAKA TOCKO Samuel
- Trésorier Général : Ancien d’Eglise FOCHIVE Édouard
- Trésorier General Adjoint : Révérend. DJENE Jacques Bruno

| Années      | Présidents                     | Vice-Présidents           | Vice-Présidents (Laïcs)                                                                                  | Secrétaires (Pasteur)                                                                                 | Trésorier (Laïc)                                       |
| ----------- | ------------------------------ | ------------------------- | --- | --- | ------------------------------------------------------ |
| 1957 - 1962 | Paul Jocky                     |                           | | Dr. Jean Kotto                                                                                        | Moutongo Black                                         |
| 1962 - 1970 | Elie Mondjo                    | Philipe Kouotou           | Daniel Doumbé Eyango                                                                                     | Dr. Jean Kotto                                                                                        | Emmanuel Ekwa Bebe                                     |
| 1970 - 1977 | Elie Mondjo                    | Philipe Kouotou           | Daniel Doumbé Eyango                                                                                     | Dr. Jean Kotto                                                                                        | Gilbert Jonathan Moukouri Elessa                       |
| 1977 - 1987 | Dr. Jean Kotto                 | Moïse Lamere              | Dr. Paul Tchakounte                                                                                      | Charles Emmanuel Njike                                                                                | Gilbert Jonathan Moukouri (jusqu'en 1983)Thomas Dimite |
| 1987 - 1992 | Moïse Lamere                   | Eugène Mallo              | Dr Paul Tchakounte                                                                                       | Charles Emmanuel Njike                                                                                | Samuel Kondji                                          |
| 1992 - 1999 | Charles Emmanuel Njike         | Joseph Mfochive           | Dr. Paul Tchakounte (Mandat interrompu en 1998, à la suite de sa suspension par la Commission Exécutive) | Hans Edjenguele Ngoupa                                                                                | Samuel Kondji                                          |
| 1999 - 2004 | Joseph Mfochive                | Isaac Batomen             | Dr. Daniel Sighaka                                                                                       | Pierre Gobina Mbale                                                                                   | Louis Lucien Mandengue                                 |
| 2004 - 2005 | Joseph Mfochive                | Isaac Batomen             | Abraham Sassum                                                                                           | Pierre Gobina Mbale (2004-2006) Richard Priso Moungole (élu en 2006 au 50e Synode Général à Bangangté | Chrispo Bian                                           |
| 2006 - 2008 | Isaac Batomen                  | Abraham Ngoumoun          | Abraham Sassum                                                                                           | Richard Priso Moungole                                                                                | Chrispo Bian                                           |
| 2008 - 2017 | Isaac Batomen                  | Richard Priso Moungole    | Jean-Us Tchinda                                                                                          | Dr. Jean Samuel Hendje Toya                                                                           | Dr. Théodore Nsangou                                   |
| 2017 - 2021 | Jean-Samuel Hendje Toya        | Bernard Kopp              | Ngalle Mbonjo                                                                                            | Philippe Nguette                                                                                      | Denise Fampou                                          |
| 2021 - 2022 | Pasteur MOUOTSE NZE Salemon    | Pasteur MATIKE Ebenezer   | NGOUMBE Zacharie                                                                                         | NGOULOU ABESSOLO Thomas                                                                               | NKABKOB Thio'mi                                        |
| 2022 - 2027 | Pasteur BILLA MBENGA Alexandre | Dr NJOUENWET KOPP Bernard | BAUNI KAMGA                                                                                              | MEMIAFOH SOBJIO Abestine                                                                              | FOCHIVE Édouard                                        |